# Salah El Dine Tarazi
Salah El Dine Tarazi (arabisch صلاح الدين ترزي, DMG Ṣalāḥ ad-Dīn Tarazī; * 24. Dezember 1917 in Damaskus; † 4. Oktober 1980 in Den Haag) war ein syrischer Jurist und Diplomat. Er vertrat sein Heimatland bei den Sitzungen der Generalversammlung der Vereinten Nationen sowie als Botschafter in verschiedenen Ländern und wirkte von 1976 bis zu seinem Tod als Richter am Internationalen Gerichtshof.

## Leben
Salah Tarazi wurde 1917 in Damaskus geboren und absolvierte seine juristische Ausbildung am dortigen Collège des Frères sowie an der École Française de Droit in Beirut. Anschließend wirkte er von 1940 bis 1947 als Anwalt in seiner Heimatstadt. Nach seiner Promotion im Jahr 1945 unterrichtete er von 1946 bis 1949 öffentliches Recht an der Universität Damaskus. Darüber hinaus war er von 1945 bis 1947 für das syrische Finanzministeriums tätig. 1949 begann er eine diplomatische Laufbahn im Außenministerium, in dem er, unterbrochen von einer Tätigkeit 1951/1952 als Chargé d’affaires in Belgien, bis 1957 zum Generalsekretär aufstieg. Anschließend war er bis 1974 Botschafter in der Sowjetunion (1957/1958 und 1965–1970), der Tschechoslowakei (1958/1959), der Volksrepublik China (1960/1961) und der Türkei (1970–1974). Von 1962 bis 1964 war er ständiger Vertreter seines Heimatlandes bei den Vereinten Nationen.
Darüber hinaus vertrat er Syrien zwischen 1949 und 1971 regelmäßig bei den Sitzungen der Generalversammlung der Vereinten Nationen sowie 1968 bei den Verhandlungen zum Wiener Übereinkommen über das Recht der Verträge. Im Jahr 1978 wirkte er als Dozent an der Haager Akademie für Völkerrecht. Drei Jahre zuvor war er zum Richter am Internationalen Gerichtshof in Den Haag gewählt worden. Seine turnusgemäß neunjährige Amtszeit begann im Februar 1976. Im Oktober 1980 kam er durch einen Verkehrsunfall in Den Haag ums Leben. Zu seinem Nachfolger für die verbleibende Dauer seiner Amtszeit wurde, den Traditionen des Gerichtshofs entsprechend, sein Landsmann Abdallah Fikri El-Khani gewählt.